# 阿諾軍曹紀念碑

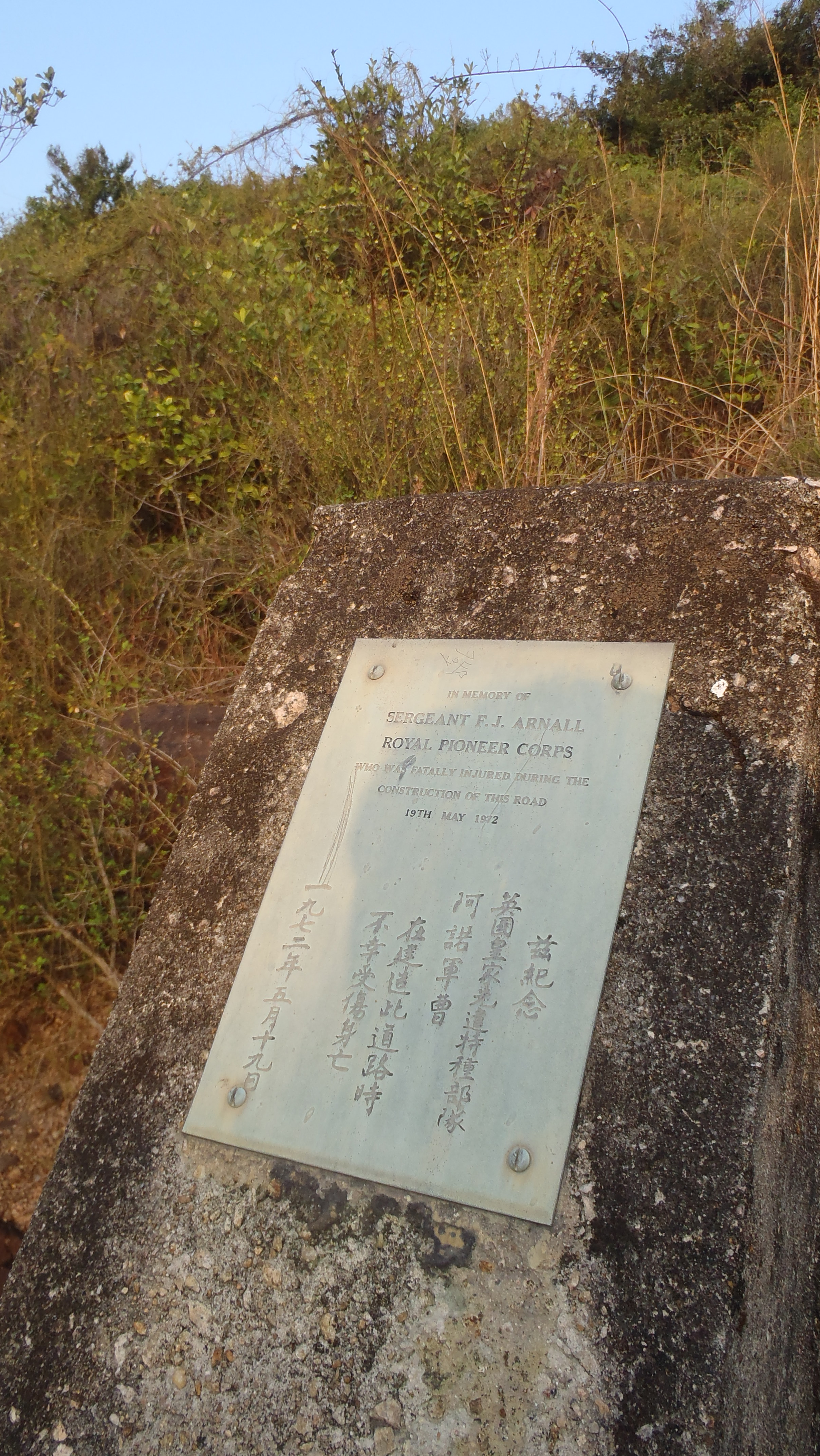
阿諾軍曹紀念碑

阿諾軍曹記念碑於1972年5月19日立於香港流浮山稔灣路，以紀念英國皇家特種部隊阿諾軍曹(Sergeant F.A. Arnall)建造該道路時不幸受傷身亡。碑文中英對照，刻於鋼片上。碑高約兩尺，豎立於斜坡之上。